# Schlacht bei Giornico
Arbedo · Castione · Giornico · Crevola

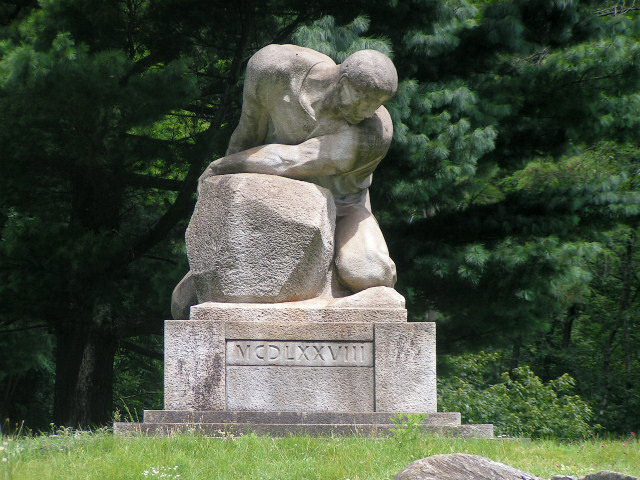
Schlachtdenkmal von Giornico

Die Schlacht bei Giornico (auch bekannt als Battaglia dei Sassi Grossi) war eine kriegerische Auseinandersetzung im Zusammenhang mit den Ennetbirgischen Feldzügen und fand am 28. Dezember 1478 in Giornico, im heutigen Schweizer Kanton Tessin statt.

## Vorgeschichte
Herzog Galeazzo Maria Sforza von Mailand versprach im Jahr 1466 der  Talschaft Uri, die Leventina abzutreten und stellte Zollfreiheiten für die Bewohner der Leventina in Aussicht. 1467 schloss Herzog Sforza mit der Eidgenossenschaft einen Freundschaftsvertrag, zögerte jedoch die Übergabe der Leventina hinaus.

## Verlauf
Auch nach der Ermordung des Herzogs im Jahre 1476 kam es wiederholt zu Grenzstreitigkeiten. Urner Truppen stiessen deshalb über den Gotthard in die Leventina vor, wo sie als Befreier empfangen wurden. Die Tagsatzung vom 16. November 1478 stand vor vollendeten Tatsachen und schickte unter der Führung von Hans Waldmann und Adrian von Bubenberg Hilfstruppen aus der übrigen Eidgenossenschaft nach Bellinzona. Diese insgesamt 8'000 Mann konnten zwar den Mauerring um die Stadt durchbrechen; eine ab dem 30. November 1478 begonnene Belagerung des Festungsriegels Bellinzona scheiterte jedoch nach zwei Wochen. Nachdem sich die eidgenössischen Führer über das weitere Vorgehen nicht einigen konnten, zogen sich die Truppen der Eidgenossen wieder über den Gotthard zurück.
Nach dem Abzug des eidgenössischen Heeres blieben 175 Mann als Nachhut in der Leventina zurück, darunter 100 Urner sowie je 25 Luzerner, Schwyzer und Zürcher. Ihnen schlossen sich 400 Einheimische an.
Am 16. Dezember erreichte ein 10'000 Mann starkes mailändisches Entsatzheer, das Bellinzona entsetzen sollte, die Magadinoebene. Die 575 Verteidiger hatten sich bei Giornico verschanzt. Sie überliessen die Dörfer Bodio und Personico kampflos dem mailändischen Heer und lockten dieses in das Innere des Tals. Als die Spitze der Heereskolonne Giornico erreichte, brachen die Eidgenossen und Leventiner aus ihren Verteidigungsstellungen hervor und stürzten sich auf den Gegner. Das mailändische Heer konnte sich in der Talenge bei winterlichen Verhältnissen nicht entfalten: Durch die schlechten Wetterverhältnisse und den gefrorenen Tessin begünstigt und einer in der Sage «Der Tag von Giornico» geschilderten List, gelang es der kleinen Streitmacht, am 28. Dezember 1478 die mailändischen Truppen in die Flucht zu schlagen.
Damit fiel die Leventina dauerhaft an Uri, Bellinzona verblieb jedoch beim Herzogtum Mailand. 1487 erkannte das Domkapitel von Mailand die neuen Herrschaftsverhältnisse an, und die Leventina (Livinen) wurde eine Ennetbirgische Vogtei Uris.

## Belletristik
- Thomas Vaucher: Winterhelden. Historischer Roman. Stämpfli, Bern 2013, ISBN 978-3-7272-1361-8.